# گونشلی (گدابیگ)
گونشلی (به ترکی آذربایجانی: Günəşli، تا سال ۲۰۰۴ میلادی شورا کند Şurakənd) یک منطقه مسکونی در جمهوری آذربایجان است که در شهرستان گدابیگ واقع شده است.